# Holtville (Kalifornia)
Holtville város az USA Kalifornia államában, Imperial megyében. Lakosainak száma 5605 fő (2020. április 1.).

## Népesség
A település népességének változása:

| 2010 | 5 939 |
| 2020 | 5 605 |